# 善坛村
善坛村位于福建省泉州市安溪县官桥镇西北部，是畲族少数民族村。2017年被评选为第二批中国少数民族特色村寨之一。

## 建筑
善坛村的特色建筑之一是安溪善坛妈祖庙。